# Sara Lawrence
Sara Lawrence (Kingston, 23 novembre 1984) è una modella giamaicana, incoronata Miss Giamaica nel 2006.

## Biografia
Nata a Kingston, in Giamaica, si è laureata al Randolph-Macon Woman's College di Lynchburg (Virginia) in biologia.
Dopo aver vinto la corona di Miss Giamaica nell'agosto 2006, ha partecipato a Miss Mondo 2006, piazzandosi fra le prime sei finaliste e ottenendo il titolo di Regina Continentale dei Caraibi.
Nel marzo 2007 ha rinunciato al titolo di Miss Giamaica dopo aver annunciato la propria gravidanza, diventando la prima vincitrice del titolo a farlo in ventitré anni di storia del concorso. Nonostante il regolamento del concorso prevedesse la sostituzione della vincitrice, l'organizzazione di Miss Mondo ha concesso alla Lawrence di tenere il titolo fino alla scadenza del suo mandato.